# Blasticorhinus oxydata
Blasticorhinus oxydata là một loài bướm đêm trong họ Noctuidae.